# Circuit de Sandown
Le circuit de Sandown (Sandown International Raceway, anciennement Sandown Park) est un circuit australien de sports mécaniques situé à Springvale, à 25 km au sud-est du centre-ville de Melbourne. Le circuit a été inauguré le 11 mars 1962 et a accueilli le Grand Prix d'Australie en 1964, 1968, 1972, 1973, 1976 et 1978. Chaque année, Sandown organise EasterNats, un grand festival automobile avec près de 750 véhicules inscrits.

## Histoire
Au XIXe siècle, un parc hippique pour chevaux de courses fut construit à Springvale mais il ferma dans les années 1930. En 1962, on construisit une piste bitumée autour du parc qui fut réaménagé pour devenir en 1965 l'hippodrome de Sandown. L'année de son inauguration, le circuit accueillit la Sandown International Cup avec des pilotes de renommée mondiale comme Stirling Moss et Bruce McLaren. En 1964, il reçut pour la première fois la course qui allait devenir les Sandown 500, une épreuve du V8 Supercars Australia. Durant les années 1960-1970, les courses de Sandown attirèrent les grands pilotes internationaux ainsi que les meilleurs pilotes d'Australie, par l'intermédiaire notamment du championnat de Formule Tasmane.
L'année 1984 vit l'apparition des courses de voitures de tourisme de Groupe A et le circuit fut rallongé à 3,9 km pour se conformer à la réglementation FIA qui exigeait une longueur de piste minimum pour les épreuves de championnat du monde. En décembre 1984, Sandown accueillit la dernière manche du Championnat du monde des voitures de sport : les 1 000 km de Sandown Park. Ce fut la première course d'un championnat du monde de sport automobile à se dérouler en Australie.  En novembre 1988, le circuit accueillit sa deuxième et dernière épreuve d'un championnat mondial, les 360 kilomètres de Sandown Park, qui furent remportés par Jean-Louis Schlesser et Jochen Mass. En 1989, le circuit revint à sa distance d'origine de 3,1 km.
Depuis 1964, Sandown accueillait une manche du championnat V8 Supercars Australia avant que l'épreuve ne déménage en 2008 sur le circuit de Phillip Island. Aujourd'hui le circuit organise des courses de Sprint car.